# Xorides magnificus
Xorides magnificus là một loài tò vò trong họ Ichneumonidae.